# Pierre-Emerick Aubameyang
Pierre-Emerick Emiliano François Aubameyang (født 18. juni 1989) er en gabonesisk/fransk fodboldspiller, der spiller for Al Qadisiyah i Saudi League. Herudover repræsenterer han Gabons fodboldlandshold. Han spiller som angriber, men har også tidligere spillet som både venstre og højre kant.
Aubameyang fik sit store gennembrud i Borussia Dortmund, som han kom til fra AS Saint-Etienne i 2013. Her stod han i første sæson i skyggen af den polske Robert Lewandowski, hvor det blev til 21 bundesligakampe med 13 mål til følge. Efter at Lewandowski rejste til FC Bayern München, blev Aubameyang Dortmunds ubestridte topangriber. Han scorede således 31 mål i 32 kampe i Bundesligaen 2016-17.
Den 31. januar 2018 blev det offentliggjort, at Aubameyang skiftede til Arsenal for en transfersum på 56 millioner pund; her blev han genforenet med sin tidligere holdkammerat Henrikh Mkhitaryan.
Han modtog prisen som Årets fodboldspiller i Afrika 2015.
Den 19. maj 2022 annoncerede Patrick-Emerick Aubameyang officielt sin internationale pensionering efter 73 landskampe og 30 scorede mål.